# Navidades
Albums de Luis Miguel
Grandes éxitos
(2004) Cómplices
(2008)
Singles
Navidades est le vingtième album de Luis Miguel sorti en 2006.

## Contexte
Beaucoup d'artistes tels que Frank Sinatra, Elvis Presley, Paul Anka, Whitney Houston ou encore Nat King Cole ont inclus dans leurs enregistrements des albums sur le thème de Noël. Luis Miguel après s'être aventuré dans des styles musicaux aussi variés que la pop latine, le boléro, le R&B ou les ballades, a présenté en décembre 2006 son premier album avec un thème de Noël sous le titre générique Navidades. L'album contient des classiques de Noël dans la tonalité des ballades et combine le jazz typique des big bands avec l'adaptation et l'interprétation de classiques anglo-saxons en espagnol.

## Contenu
L'album commence avec la chanson intitulée Santa Claus llegó a la ciudad, une œuvre composée par John Fredericks Coots et Haven Gillespie et qui a été interprétée pour la première fois en 1934 dans l'émission de radio d'Eddie Cantor. L'adaptation des paroles en espagnol a été réalisée par le compositeur Juan Carlos Calderón. Navidades comprend des chansons comme Frente A La Chimenea (Rudolphe le renne au nez rouge), Navidad, Navidad (Jingle Bells), Va A Nevar (Let It Snow, Let It Snow, Let It Snow) ou Llegó La Navidad (Winter Wonderland), composition qui est adaptée en espagnol par Edgar Cortazar. Il faut signaler la présence du chefs d'orchestre Bruce Dukov, qui assure la direction musicale des chansons de l'orchestre de près de cinquante musiciens. David Foster, avec Linda Thompson, compose la chanson qui est le deuxième single de l'album et qui s'intitule My grown up christmas list (Mi humilde oración).

## Accueil
L'album Navidades atteint la première place des classements Billboard Top Latin Albums et Billboard Latin Pop Albums (en). Evan C. Gutierrez, d'AllMusic, a une appréciation mitigée, signalant que l'album, « bien que techniquement parfait, avec des arrangements et une production d'une extrême précision, n'a pas la moindre classe ou élégance qui accompagne un tel engagement ». Selon la télévision Las Estrellas, trois des chansons de l'album sont parmi les chants de Noël favoris des Mexicains.
Navidades a reçu une nomination aux Grammy Awards pour le meilleur album de pop latine lors de la 50e édition des Grammy Awards.

## Liste des titres
La production est de Luis Miguel
| No  | Titre                          | Auteur                                                                   | Durée |
| --- | ------------------------------ | ------------------------------------------------------------------------ | ----- |
| 1.  | Santa Claus llegó a la ciudad  | Fred Coots, Haven Gillespie – adap. spagnole: Juan Carlos Calderón       | 1:56  |
| 2.  | Te deseo muy felices fiestas   | Hugh Martin, Ralph Blane – adap. spagnole: Juan Carlos Calderón          | 4:15  |
| 3.  | Frente a la chimenea           | Johnny Marks – adap. spagnole: Edgar Cortázar                            | 1:54  |
| 4.  | Blanca Navidad                 | Irving Berlin – adap. spagnole: Juan Carlos Calderón                     | 3:30  |
| 5.  | Navidad, Navidad               | James Lord Pierpont – adap. spagnole: Juan Carlos Calderón               | 2:34  |
| 6.  | Estaré en mi casa esta Navidad | Buck Ram, Kim Gannon, Walter Kent – adap. spagnole: Juan Carlos Calderón | 2:48  |
| 7.  | Mi humilde oración             | David Foster, Linda Thompson                                             | 3:18  |
| 8.  | Va a nevar                     | Jule Styne, Sammy Cahn                                                   | 1:52  |
| 9.  | Sonríe                         | Charlie Chaplin, Jule Styne, Sammy Cahn                                  | 3:07  |
| 10. | Llegó la Navidad               | Dick Smith, Felix Bernard                                                | 2:05  |
| 11. | Noche de paz                   | Joseph Mohr, Franz Xaver Gruber – adap. spagnole: Juan Carlos Calderón   | 3:39  |